# Shagang Group
Jiangsu Shagang Group («Цзянсу Шаган Груп») — китайская сталелитейная группа, один из крупнейших в мире производителей стали. Штаб-квартира расположена в городском уезде Чжанцзяган городского округа Сучжоу провинции Цзянсу. В списке крупнейших компаний мира Fortune Global 500 за 2021 год заняла 308-е место.

## История
Сталелитейный завод в Чжанцзягане начал работу в 1975 году. В 1984 году его возглавил Шэнь Вэньжун (Shen Wenrong). Основной продукцией комбината он сделал стальные оконные рамы, и за четыре года объём производства вырос с 10 тысяч до 130 тысяч тонн стали в год. В 2001 году за 30 млн евро было куплено всё оборудование сталелитейного комбината ThyssenKrupp в Дортмунде, разобрано и переправлено в Цзиньфэн, что удвоило выплавку стали Shagang Group.
Поскольку правительство КНР начало сдерживать рост сталелитейной промышленности, дальнейшее увеличение производства было возможно только за счёт поглощений. В 2006 году была куплена компания Huaigang Special Steel (Хуайань), в 2007 году — Yongxing Steel Company (Юнсин), Xinrui Special Steel (Вэньчжоу), 25-процентная доля в Jiangsu Yonggang Group и 90-процентная доля в Australian Bulk Minerals (добыча 2 млн тонн железной руды в год). В 2012 году была куплена компания по торговле металлоломом и железной рудой Fengli Group; в этом же году Shagang Group была признана крупнейшей частной компанией КНР. В 2013 году была открыта международная штаб-квартира в Сингапуре. В 2015 году было продано 55 % акций дочерней компании Shagang Company, котировавшейся на Шэньчжэньской фондовой бирже; на вырученные средства группа начала развивать другие направления деятельности, в частности информационные технологии. В 2016 году была куплена доля в британском операторе дата-центров Global Switch Holdings.

## Деятельность
Объём производства стали на сталелитейных комбинатах группы в 2020 году составил 41,59 млн тонн, что соответствовало четвёртому месту в мире и третьему в КНР.

## Дочерние компании
В состав Shagang Group входят следующие аффилированные структуры:
- Jiangsu Shagang Co. Ltd.
- Huaigang Special Steel
- Xixing Special Steel
- Anyang Yongxing Iron & Steel
- Jiangsu Yonggang Group
- Jiangsu Shagang International Trade